# Ego Has Landed Tour
Ego Has Landed Tour – druga trasa koncertowa Robbie’ego Williamsa, w jej trakcie odbyło się dwadzieścia jeden koncertów.

## Program koncertów
1. "Let Me Entertain You"
2. "I Wouldn't Normally Do This Kind of Thing"
3. "Clean"
4. "South of the Border"
5. "Baby Girl Window"
6. "One of God Better's People"
7. "There She Goes"
8. "Killing Me"
9. "Life Thru a Lens"
10. "Teenage Millionaire"
11. "Lazy Days"
12. "Ego a Go Go"
13. "Old Before I Die"
14. "Angels"
15. "Back For Good"

## Lista koncertów
1. 15 maja 1998 – Treforest, Anglia – The Basement
2. 16 maja 1998 – Chalfont St Giles, Anglia – Bucks College Student Union
3. 20 maja 1998 – Manchester, Anglia – Manchester Apollo
4. 21 maja 1998 – Sheffield, Anglia – Convocation Hall
5. 22 maja 1998 – York, Anglia – Barbican Centre
6. 25 maja 1998 – Middlesborough, Anglia – Middlesborough Town Hall
7. 26 maja 1998 – Hull, Anglia – Hull City Hall
8. 28 maja 1998 – Blackburn, Anglia – King Georges Hall
9. 30 maja 1998 – Carlisle, Anglia – The Sands Centre
10. 31 maja 1998 – Bristol, Anglia – Colston Hall
11. 3 czerwca 1998 – Londyn, Anglia – London Forum
12. 4 czerwca 1998 – Londyn, Anglia – London Forum
13. 5 czerwca 1998 – Birmingham, Anglia – Aston Villa Leisure Centre
14. 8 czerwca 1998 – Londyn, Anglia – Royal Albert Hall
15. 27 czerwca 1998 – Pilton, Anglia – Worthy Farm
16. 28 czerwca 1998 – Haga, Holandia – Zuiderpark
17. 11 lipca 1998 – Perth and Kinross, Szkocja – Balado
18. 21 sierpnia 1998 – Liverpool, Anglia – Royal Court Theatre
19. 22 sierpnia 1998 – Leeds, Anglia – Temple Newsam
20. 23 sierpnia 1998 – Chelmsford, Anglia – Hylands Park
21. 29 sierpnia 1998 – Slane, Irlandia – Slane Castle